# اسپرانس، استرالیای غربی
اسپرانس (به انگلیسی: Esperance) یک شهرک در استرالیا است که در استرالیای غربی واقع شده‌است.